# Eurypus rubens
Eurypus rubens is een keversoort uit de familie Mycteridae. De wetenschappelijke naam van de soort is voor het eerst geldig gepubliceerd in 1818 door Kirby.